# Ley de Fuga
De Ley de Fuga (letterlijk: vluchtwet) was een Mexicaanse wet die het de rurales, de plattelandspolitie, toestond verdachten of misdadigers dood te schieten wanneer zij probeerden te vluchten. In werkelijkheid werd de wet vaak misbruikt om zich op een eenvoudige manier van misdadigers en tegenstanders te ontdoen; de rurales schoten de persoon gewoon dood, en konden dit altijd rechtvaardigen door te zeggen dat deze wilde vluchten, ook als dat niet het geval was. Dit wordt gezien als een vorm van buitenrechtelijke executie.
Het toepassen van de Ley de Fuga droeg bij tot de Pax Porfiriata, de relatief lage misdaad op het platteland gedurende het Porfiriaat (1876-1911). Na de Mexicaanse Revolutie raakte de wet in onbruik.